# Cricotopus bifascia
Cricotopus bifascia är en tvåvingeart som beskrevs av Tokunaga 1936. Cricotopus bifascia ingår i släktet Cricotopus och familjen fjädermyggor. Inga underarter finns listade i Catalogue of Life.